# Brachynectes fasciatus
Brachynectes fasciatus es una especie de pez de la familia Tripterygiidae en el orden de los Perciformes.

## Morfología
• Los machos pueden llegar alcanzar los 4,1 cm de longitud total.

## Hábitat
Es un pez de mar y de clima templado y demersal que vive entre 0-13 m de profundidad.

## Distribución geográfica
Se encuentra al sur de Australia, incluyendo Tasmania.

## Observaciones
Es inofensivo para los humanos.